# Josef Dietrich
Pour les articles homonymes, voir Dietrich.
 (décembre 2023).
Josef Dietrich, dit Sepp Dietrich, est un SS-Oberst-Gruppenführer et criminel de guerre nazi, né le 28 mai 1892 à Hawangen, dans le district de Souabe en Bavière, et mort le 24 avril 1966 à Ludwigsbourg, dans le Bade-Wurtemberg.
Adhérent du parti nazi dès 1926 et ayant rejoint la SS, puis la SS-Verfügungstruppe (renommée Waffen-SS en 1940), il y exerce des commandements opérationnels ponctués par des massacres de civils et de prisonniers, pendant toute la durée de la Seconde Guerre mondiale, achevant cette dernière à la tête d'une armée. Il est aussi connu pour avoir été un des principaux exécuteurs lors, en juin 1934, de l'épuration politique de grande ampleur du régime hitlérien, surnommée « nuit des Longs Couteaux ».
Pendant la 2e Guerre mondiale, il gravite dans les hautes sphères du pouvoir — il sera l'un des invités de marque du célèbre Salon Kitty à Berlin — et poursuit son ascension dans la hiérarchie militaire au sein de la Waffen-SS, se rendant coupable de nombreuses exactions, notamment  en Ukraine et en Russie, mais aussi sur le front de l'Ouest.
Initialement jugé et condamné à la réclusion criminelle à perpétuité au lendemain de la capitulation allemande pour crimes de guerre, il est libéré début 1959 pour raisons de santé et meurt sept ans plus tard de causes naturelles,.

## Jeunesse
De père hôtelier, Dietrich est destiné par sa famille à une carrière dans la restauration. Il s'y refuse pour s'engager, en 1911, au 4e régiment d'artillerie de campagne royal bavarois (de) à Augsbourg.
En 1914, il part sur le front avec le 6e régiment d'artillerie de campagne royal bavarois (de) mais, à la suite de divers conflits, demande à être muté au 8e régiment d'artillerie de campagne royal bavarois (de). Toujours insatisfait, il se fait muter au 13e bataillon bavarois de blindés d'assaut. Il finit la Première Guerre mondiale comme adjudant avec les croix de fer de 1re et 2e classe et l'insigne d'argent des blindés[réf. nécessaire]. Démobilisé, il rejoint aussitôt les corps francs : avec le Freikorps Oberland, il combat les Polonais en Haute-Silésie lors des insurrections entre 1919 et 1921, aux côtés de Kurt Daluege, futur commandant de l'Ordnungspolizei.

## SS et Waffen-SS

### Soldat politique

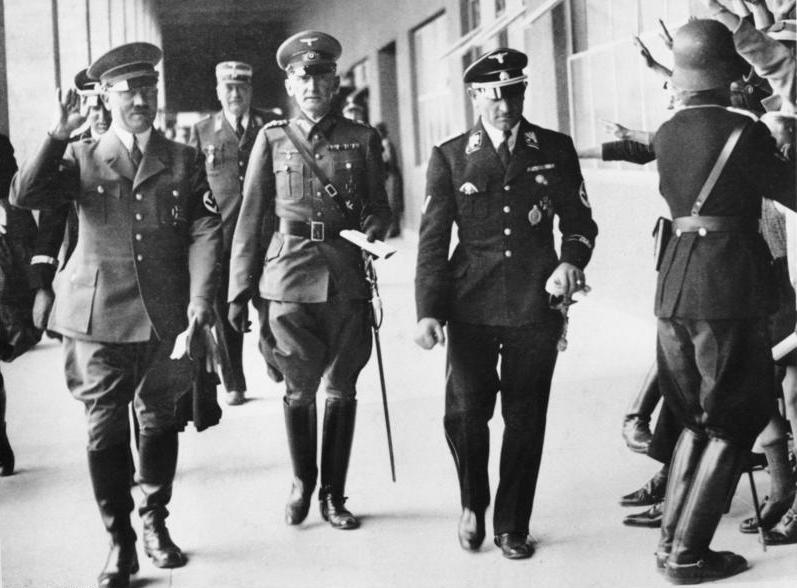
Adolf Hitler, Erwin von Witzleben et Josef Dietrich lors des Jeux olympiques d'été de 1936.

Rendu à la vie civile, il s'essaie (de manière conflictuelle) à divers métiers, tout en restant membre du Freikorps Oberland, et participe à la transformation de ce corps en Bund (ligue). Sans être encarté au parti nazi, il participe à la tentative de putsch manqué du 9 novembre 1923. À ce titre, il peut être considéré comme un nazi de la première heure. Pour Hitler, il fait partie du cercle restreint des Kampfgenossen (« camarades de combat »).
Il adhère officiellement au parti nazi en 1926, après la levée de l'interdiction de celui-ci. Son ascension au sein de la hiérarchie SS est particulièrement rapide : le 1er août 1928, il est Sturmbannführer. En 1929, il devient Standartenführer et responsable de la SS bavaroise, puis Oberführer en 1930, année où il est élu député de Bavière au Reichstag, tout en assurant sa fonction de garde du corps et chauffeur personnel de Hitler. En 1931, il est promu Brigadeführer, qui est le premier grade d'officier général dans la SS.
En 1932, il prend le commandement du SS-Begleit-Kommando « Der Führer », la garde rapprochée de Hitler, et est nommé Gruppenführer. Après la nomination de Hitler comme chancelier du Reich en 1933, Sepp Dietrich reçoit l'ordre de former une troupe militarisée, le SS Stabswache, chargé de la protection de la chancellerie et embryon de la future Waffen-SS (« SS en armes », autrement dit « SS militarisée »). L'unité prend le nom de « Leibstandarte SS Adolf Hitler » (littéralement, en français : « régiment SS des gardes du corps d'Adolf Hitler »).
Le 30 juin 1934, il participe à Bad Wiessee à la Nuit des longs couteaux à la tête de la « Leibstandarte ». Il commande personnellement les pelotons d'exécution à Munich, dans la cour de la prison de Stadelheim, et fournit par ailleurs à Reinhard Heydrich un groupe de 18 hommes de main pour participer aux exécutions de Berlin, notamment à l'intérieur de la caserne de son unité à Berlin-Lichterfelde. Peu après, Hitler le promeut Obergruppenführer avec effet au 1er juillet 1934 (dernier jour de la série d'exécutions), probablement en raison des services rendus au cours de cette épuration. Ce rôle tenu par Dietrich lui vaut, en 1957, une condamnation supplémentaire à dix-huit mois de prison,.
Le 7 mars 1936, la « Leibstandarte » est à la tête des troupes qui entrent en Rhénanie pour sa remilitarisation et, en 1938, elle prend part à l'Anschluss. La « Leibstandarte » est ensuite intégrée au XVIe corps d'armée blindé du général Guderian.

### Dans la Waffen-SS

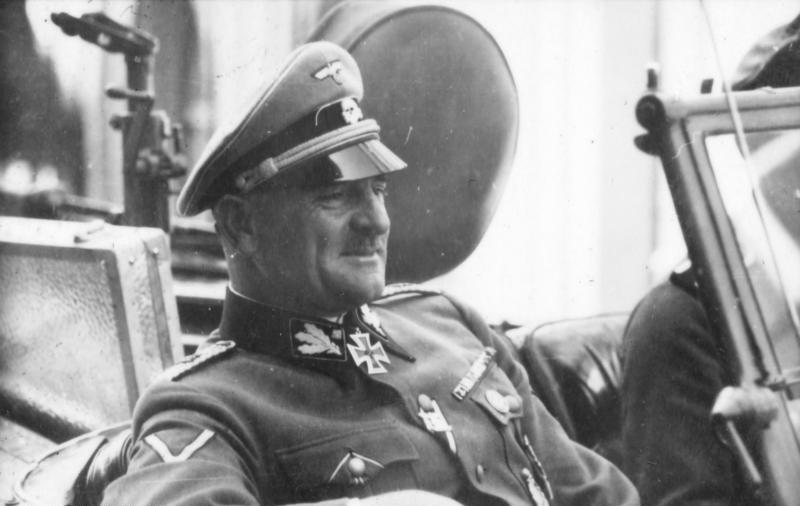
Sepp Dietrich, portant sa croix de chevalier de la croix de fer à Metz, en septembre 1940.

La Leibstandarte commence la guerre en Pologne le 1er septembre 1939, et Sepp Dietrich y gagne à nouveau les croix de fer de 2e et 1re classe.
En juin 1940, cette unité participe à l'invasion des Pays-Bas, de la Belgique et de la France. Durant ces campagnes, la Leibstandarte fait très peu de prisonniers et en exécute un certain nombre, notamment treize prisonniers français du 110e régiment d'infanterie le 26 mai 1940 à Houlle, ainsi que 85 Britanniques et un Français le 28 mai 1940 à Esquelbecq, route de Wormhout.
Sepp Dietrich est toujours à l'avant de ses troupes, faisant le coup de feu comme un simple soldat : il reçoit la croix de chevalier de la croix de fer le 4 juillet 1940.
Il séjourne ensuite à Metz à partir d'août 1940, où il reconstitue son unité,. Le 7 septembre 1940, Dietrich reçoit le Reichsführer-SS Himmler sur les hauteurs de Metz, au fort de Plappeville, pour la cérémonie de remise du nouvel étendard de l'unité,. Le 26 décembre 1940, Sepp Dietrich et ses officiers reçoivent la visite informelle d'Hitler à Metz, prouvant une fois encore l'attachement du Führer à cette unité d'élite.
En février 1941, Sepp Dietrich part pour les Balkans. Il combat en Yougoslavie à partir du 6 avril 1941. Ensuite, il participe à l'attaque de l'Union soviétique dès le 22 juin 1941. Le 1er janvier 1942, il reçoit les feuilles de chêne ; le 14 mars 1943, il reçoit les glaives.
Sous son commandement, la Leibstandarte se signale par ses résultats militaires mais également par des atrocités en Ukraine et en Russie, où des villages sont brûlés et des villageois, soupçonnés de ravitailler les partisans, exécutés en masse. Des massacres de prisonniers sont aussi signalés.

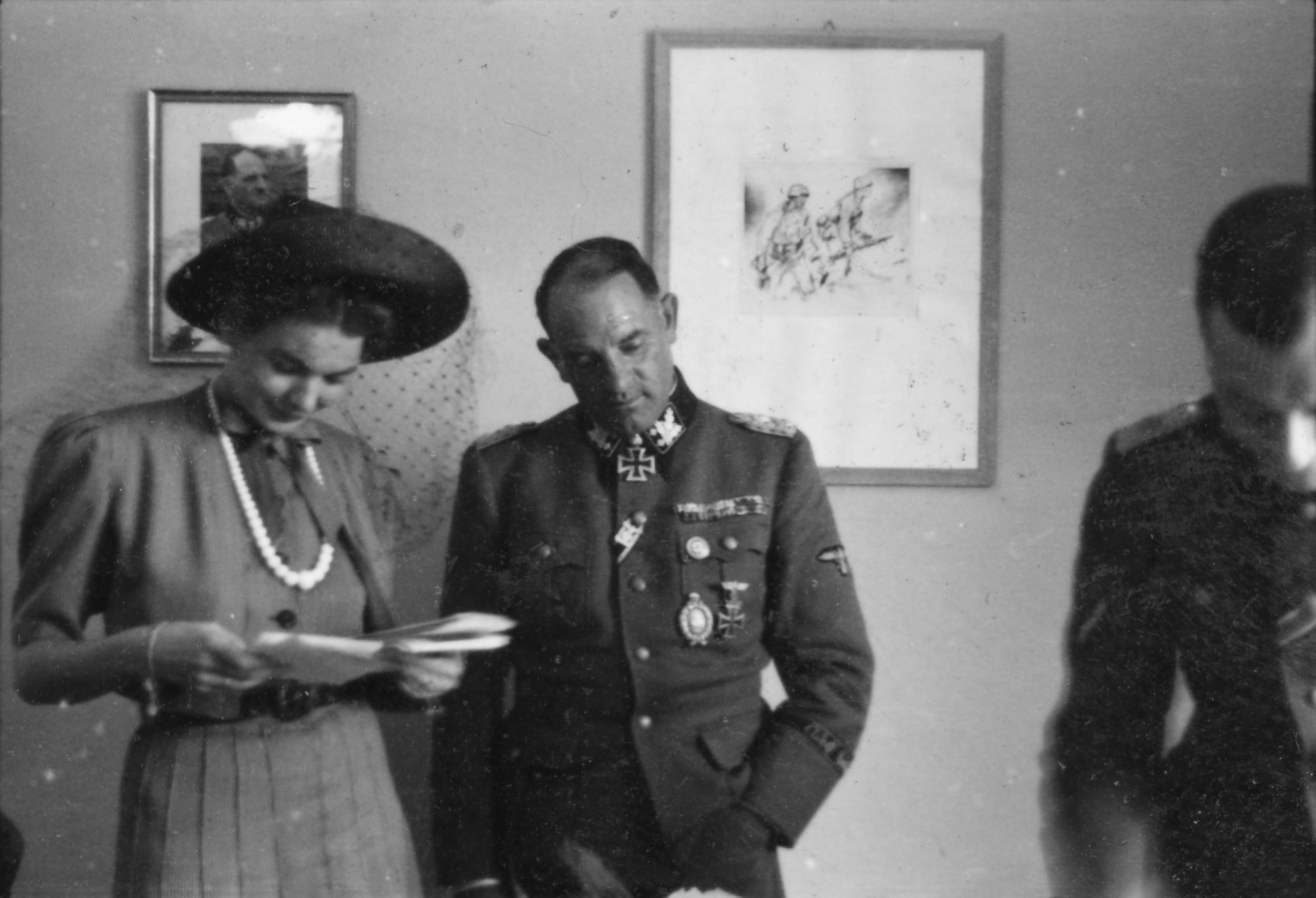
1942, Dietrich et sa deuxième épouse, Ursula née Moninger. Sont visibles, outre la croix de chevalier de la croix de fer avec feuilles de chêne et l'insigne du parti nazi, ses décorations de la Première Guerre Mondiale : croix de fer de seconde classe 1914 (avec rappel 1939), croix de fer de première classe 1914 (avec rappel 1939), insigne du souvenir des véhicules de combat (1921).

Le 20 avril 1942, le jour de l'anniversaire du Führer, deux de ses fidèles, Franz Xaver Schwarz (trésorier du parti, titulaire de la carte n°6) et Kurt Daluege (général en chef de la police en uniforme) sont promus SS-Oberst-Gruppenführer, le grade le plus élevé dans la SS, après celui de Reichsführer-SS réservé à Heinrich Himmler. Hitler aurait voulu nommer également le même jour Dietrich à ce très haut grade, mais ce n'est alors pas possible car il était alors commandant de la Leibstandarte, incluse dans le 2e SS-Panzerkorps — comprenant entre autres les divisions Das Reich cette unité où son nom reste indissociable des massacres commis en juin 1944, Massacre de Tulle, Massacre de Combeauvert, Massacre d'Argenton-sur-Creuse, ou le Massacre d'Oradour-sur-Glane, Totenkopf, Hohenstaufen et Frundsberg —    lui-même sous les ordres du SS-Obergruppenführer Paul Hausser.
Hitler n'oublie pas pour autant son fidèle lansquenet et le gratifie d’une prime personnelle de 100 000 Reichsmarks le jour de son 50e anniversaire, le 28 mai 1942.
Il quitte le commandement de la Leibstandarte, confié à l’Oberführer puis Brigadeführer Theodor Wisch, pour celui du 1er SS-Panzerkorps.

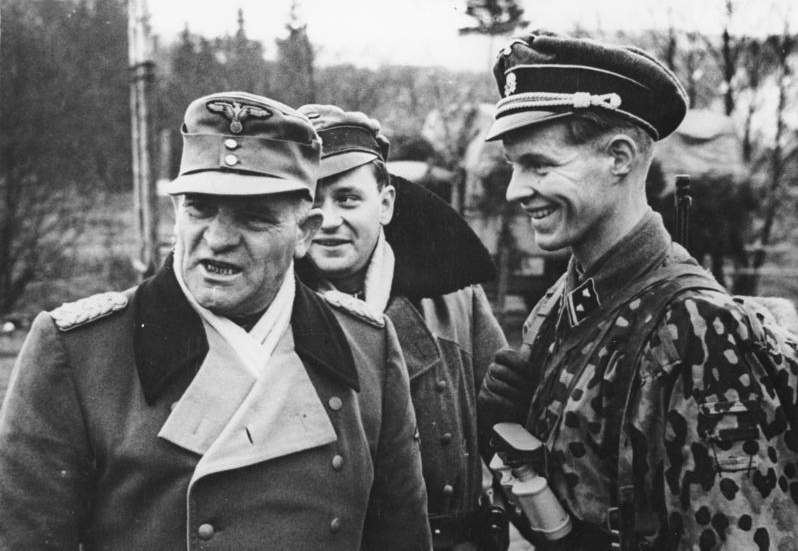
Sepp Dietrich en janvier 1945.

Affecté de nouveau sur le front de l'Ouest, Sepp Dietrich participe à la bataille de Normandie dans la plaine de Caen, face aux Britanniques de Montgomery.
Le 1er août 1944, Sepp Dietrich et Paul Hausser sont nommés tous deux SS-Oberst-Gruppenführer (et Panzer-Generaloberst der Waffen-SS pour Dietrich) et restent à égalité de grade. Mais il est à noter que la nomination de Dietrich est entérinée avec effet rétroactif au 20 avril 1942.
Là, il passe le plus clair de son temps en première ligne, laissant son chef d'état-major s'occuper de la gestion tactique. Le 8 août 1944, il ajoute les brillants à sa croix de chevalier.
Après la défaite en Normandie, Dietrich est chargé de constituer une grande réserve blindée derrière la ligne Siegfried : ce sera la 6. Panzerarmee, futur fer de lance de la contre-offensive des Ardennes. Lors de cette bataille, il a notamment sous ses ordres le Kampfgruppe Joachim Peiper, responsable du massacre de prisonniers américains à Baugnez (Belgique).
À la fin janvier 1945, Sepp Dietrich reçoit l'ordre de retourner sur le front de l'Est, en Hongrie, contre les Roumains, où il doit lancer une offensive entre les lacs Balaton (au sud) et Velence (au nord) dans le but de dégager les troupes allemandes encerclées par les Soviétiques et les Roumains dans Budapest. L'offensive est un échec et il prend la décision de faire reculer ses troupes plutôt que de les voir anéanties.
Par la suite, le commandant de la 6. Panzerarmee défend Vienne, mais il doit à nouveau reculer devant l'avancée soviétique. À la suite de cet échec, Hitler a un temps voulu qu'on le rétrograde au grade de simple soldat et qu'on lui prenne toutes ses décorations. Il se contente toutefois de priver Dietrich et toutes les troupes SS ayant combattu en Hongrie de leur brassard honorifique distinctif.

## Après-guerre

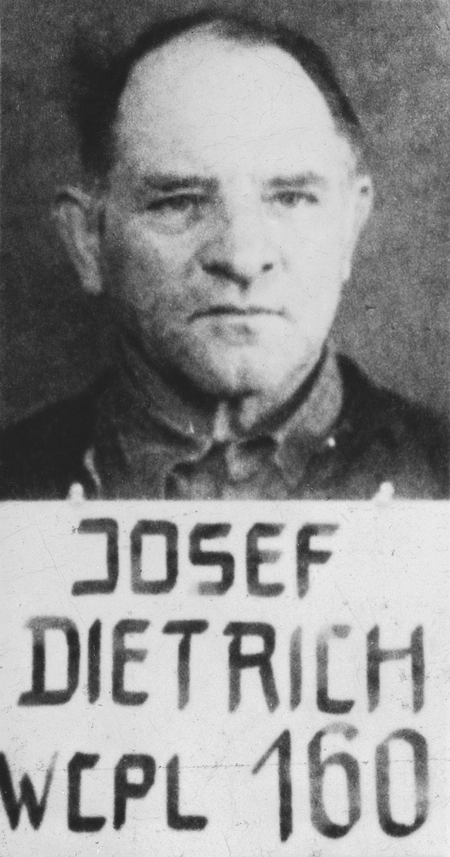
Sepp Dietrich, prisonnier des Alliés (1945).

Sepp Dietrich est fait prisonnier en Autriche le 11 mai 1945, trois jours après la capitulation du Reich. En 1946, il est condamné à la prison à perpétuité par le tribunal militaire international de Dachau, notamment pour le massacre de prisonniers de guerre britanniques à Wormhout (de mai 1940) et celui de soldats américains capturés à Baugnez (décembre 1944), près de Malmedy. À la suite de la remise en cause de certaines phases de l'instruction, ainsi qu'aux témoignages à décharge de plusieurs officiers allemands cités par la défense, le général américain Lucius Clay réduit sa peine à vingt-cinq ans de prison. Libéré sur parole de la prison de Landsberg le 22 octobre 1955, en pleine guerre froide, et ce grâce aux remous suscités autour du procès du massacre de Malmedy par le sénateur américain Joseph McCarthy, les autorités allemandes décident néanmoins de l'arrêter en août de l'année suivante pour le juger sur sa participation à la nuit des Longs Couteaux : il est condamné à dix-huit mois de prison le 14 mai 1957 après huit jours d'audience. Débouté de l'appel qu'il interjette aussitôt, il est de nouveau incarcéré à Landsberg le 7 août. Définitivement relâché le 6 février 1959 pour insuffisance cardiaque et circulatoire, sans que les demandes d'extradition de l'URSS et de la Roumanie aient jamais été satisfaites, il meurt d'une attaque cardiaque le 21 avril 1966, à Ludwigsburg, âgé de près de 74 ans. Plus de six cents personnes, dont de nombreux anciens SS, assistent à ses funérailles.

## Résumé de sa carrière dans la SS
Entre parenthèses, sont mentionnés les grades équivalents dans l’armée française à titre d'exemple.
- SS-Sturmführer (sous-lieutenant) : 1er juin 1928
- SS-Sturmbannführer (commandant) : 1er août 1928
- SS-Standartenführer (colonel) : 18 septembre 1929
- SS-Oberführer (intermédiaire entre colonel et général de brigade) : 10 octobre 1930
- SS-Gruppenführer (général de division) : 18 décembre 1931
- SS-Obergruppenführer (général de corps d’armée) : 1er juillet 1934
- General der Waffen-SS (confirmation de son grade [général de corps d’armée] pour son volet militaire : en l'occurrence dans la Waffen-SS) : 19 novembre 1940
- SS-Oberst-Gruppenführer und Panzer-Generaloberst der Waffen-SS (général d’armée) : 1er août 1944

## Décorations

### Première Guerre mondiale
- Croix de fer
  - Croix de fer de seconde classe (1917)
  - Croix de fer de première Classe (1918)
- Insigne du souvenir des véhicules de combat (1921)

### Seconde Guerre mondiale
- Insigne d'honneur en or du NSDAP (1933)
- Ordre du sang no 10 (1933)
- Croix d'honneur (1934)
- Chevron d'honneur de la Vieille Garde no 1177
- Bague d'honneur des SS
- Insigne des blessés
- Insigne de combat des blindés en Argent
- Insigne de pilote-observateur en Or avec Diamants
- Médaille des Sudètes avec la Barrette du Château de Prague (1938, 1939)
- Médaille de l'Anschluss (1938)
- Médaille du Front de l'Est (1942)
- Plaque de bras Crimée
- Agrafe de la croix de fer
  - Agrafe de la croix de fer de seconde classe (1939)
  - Agrafe de la croix de fer de première classe (1939)
- Croix de chevalier de la croix de fer avec feuilles de chêne, glaives et brillants
  - Croix de chevalier de la croix de fer le 4 juillet 1940
  - avec feuilles de chêne le 31 décembre 1941 no 41
  - avec feuilles de chêne et glaives le 14 mars 1943 no 26
  - avec feuilles de chêne, glaives et brillants le 6 août 1944 no 16

### En français
- Klemens Wingler, Oberstgruppenführer Sepp Dietrich : père de la Leibstandarte, Chevaigne, Editions du Lore, coll. « Furia germanica » (no 2), 2009, 405 p. (ISBN 978-2-35352-019-0).
- Jean Mabire : "Panzers Marsch ! Sepp Dietrich, le dernier lansquenet" (Jacques Grancher, 1991).

### En anglais
- Bruce, Donald Roger. The Early Career of Sepp Dietrich, 28 May 1892-1 September 1939. Master's Thesis. Tempe, Arizona: Arizona State University, 1977.
- Gisevius, Hans Bernd. To the Bitter End. Translated by Richard and Clara Winston. Boston: Houghton Mifflin, 1947.
- Guderian, Heinz. Panzer Leader. Translated by Constantine FitzGibbon. New York: Dutton, 1952.
- Höhne, Heinz. The Order of the Death's Head: The Story of Hitler's SS. Translated by Richard Barry. New York: Coward-McCann, 1969.
- Messenger, Charles. Hitler's Gladiator: The Life and Times of Oberstgruppenführer and Panzergeneral-Oberst Der Waffen-SS Sepp Dietrich. No location: Potomac Books, 1988.
- Messenger, Charles. Hitler's Gladiator: The Life and Wars of Panzer Army Commander Sepp Dietrich. No location: Conway Maritime Press, 2005.
- Reitlinger, Gerald. The SS: Alibi of a Nation, 1922-1945. London: William Heinamann, 1965.
- Stein, George H. The Waffen SS: Hitler's Elite Guard at War, 1939-1945. Ithaca, New York: Cornell University Press, 1966.
- Weingartner, James J. Hitler's Guard: The Story of the Leibstandarte SS Adolf Hitler, 1933-1945. Carbondale and Edwardsville, Illinois: Southern Illinois University Press, 1974.

### En allemand
- Dienstalterliste der Schutzstaffel der NSDAP.
- Hausser, Paul. Soldaten wie andere auch.
- Hausser, Paul Waffen-SS in Einsatz.
- Hoffmann, Peter. Die Sicherheit des Dictators.
- Jahncke, Kurt, ed. Das Archiv.
- Schwarz, Max. MdR: Biographisches Handbuch der Reichstage.
- Steiner, Felix. Die Armee der Geächten.
- (de) Robert Wistrich et Hermann Weiß, Wer war wer im Dritten Reich : ein biographisches Lexicon : Anhänger, Mitläufer, Gegner aus Politik, Wirtschaft, Militär, Kunst und Wissenschaft, Francfort, Fischer, 1987 (réimpr. 1993) (ISBN 3-596-24373-4 et 978-3596243730).